# Lyndonville, New York
Lyndonville är en administrativ enhet, en village, i nordvästra delen av Orleans County, New York. 
De första bosättarna kom till Lyndonville för att kunna utnyttja vattenkraften i Johnsons Creek. 1903 grundades Village of Lyndonville, en egen administrativ enhet skild från Yates som omger samhället. Orten har fått sitt namn efter att flera av de tidigaste nybyggarna kom från Lyndon, Vermont.

## Politik
Lyndonville har en vald styrelse och en borgmästare (mayor).